# Liste der Kulturdenkmale in Strahwalde
In der Liste der Kulturdenkmale in Strahwalde sind die Kulturdenkmale des Ortsteils Strahwalde der sächsischen Stadt Herrnhut verzeichnet, die bis Juni 2018 vom Landesamt für Denkmalpflege Sachsen erfasst wurden (ohne archäologische Kulturdenkmale). Die Anmerkungen sind zu beachten.

## Liste der Kulturdenkmale in Strahwalde
| Bild                                    | Bezeichnung | Lage                                           | Datierung                                                     | Beschreibung | ID       |
| --------------------------------------- | --- | ---------------------------------------------- | ------------------------------------------------------------- | --- | -------- |
| Direkt Bild zu diesem Denkmal hochladen | Eisenbahnstrecke Löbau – Zittau (Sachgesamtheit) | (Karte)                                        | 1848 eröffnet                                                 | Sachgesamtheitsbestandteil der Sachgesamtheit Eisenbahn Löbau-Zittau, Abschnitt im Ortsteil Strahwalde: Trasse und Gleisanlage der Eisenbahn als Sachgesamtheitsteil (siehe auch Sachgesamtheitsdokument in der Denkmalliste der Stadt Löbau – Obj. 08992544) und Einzeldenkmal Bahnwärterhaus mit Wächterhäuschen (Obj. 09303939, Friedensthaler Straße 4); verkehrsgeschichtlich von Bedeutung | 09303744 |
| Direkt Bild zu diesem Denkmal hochladen | Wohnhaus (Umgebinde) | Am Eichberg 1 (Karte)                          | Um 1850                                                       | Obergeschoss Fachwerk, zum Teil verschiefert, struktureller Bestandteil der Auenbebauung, eines der wenigen erhaltenen Umgebindehäuser des Ortes, baugeschichtlich von Bedeutung | 08960764 |
| Direkt Bild zu diesem Denkmal hochladen | Doppelwohnhaus | Am Eichberg 7, 9 (Karte)                       | 1. Hälfte 19. Jahrhundert, womöglich älter                    | Obergeschoss Fachwerk, verkleidet, Zeugnis erhaltener Holzbauweise, baugeschichtlich von Bedeutung | 08960763 |
|                                         | Doppelwohnhaus | Berthelsdorfer Straße 1, 3 (Karte)             | Um 1850 (Nr. 1); 2. Hälfte 19. Jahrhundert (Nr. 3)            | Ehemalige Brennerei, mit Resten von Putzgliederung, weitgehend im ursprünglichen Aussehen erhalten, baugeschichtlich von Bedeutung | 08960756 |
| Direkt Bild zu diesem Denkmal hochladen | Wohnhaus | Berthelsdorfer Straße 17 (Karte)               | Vor 1800                                                      | Obergeschoss Fachwerk, zum Teil verschiefert, alter Baukörper, in der Konstruktion erhaltenes Beispiel regionaltypischer Holzbauweise, baugeschichtlich von Bedeutung | 08960760 |
| Direkt Bild zu diesem Denkmal hochladen | Wohnstallhaus mit integriertem Wirtschaftsteil | Berthelsdorfer Straße 31 (Karte)               | Um 1800                                                       | Obergeschoss Fachwerk, Blockstube entfernt, jedoch sonst weitgehend in der Konstruktion erhaltenes Beispiel regionaltypischer Holzbauweise, baugeschichtlich von Bedeutung | 08960761 |
| Weitere Bilder                          | Mühlteich, Überfallwehr und zwei Mühlsteine der Niederen Mühle sowie Granittrog | Berthelsdorfer Straße 41 (Karte)               | Wehr bezeichnet mit 1939                                      | Technikgeschichtlich von Bedeutung | 08960762 |
| Direkt Bild zu diesem Denkmal hochladen | Wohnhaus | Herwigsdorfer Straße 14 (Karte)                | Nach 1800                                                     | Obergeschoss Fachwerk, verbrettert, in Konstruktion und Erscheinungsbild weitgehend erhalten, Strukturbestandteil der Auenbebauung, baugeschichtlich von Bedeutung | 08960740 |
| Direkt Bild zu diesem Denkmal hochladen | Wohnhaus (Umgebinde) | Herwigsdorfer Straße 27 (Karte)                | Kern laut Auskunft 18. Jahrhundert                            | Obergeschoss Fachwerk, zum Teil erneuert, alter Dachstuhl, im ursprünglichen Aussehen zum großen Teil wiederhergestellt, baugeschichtlich von Bedeutung | 08960782 |
| Direkt Bild zu diesem Denkmal hochladen | Wohnhaus | Herwigsdorfer Straße 28 (Karte)                | 1. Hälfte 19. Jahrhundert                                     | Obergeschoss Fachwerk, verschiefert, im ursprünglichen ländlichen Aussehen weitgehend erhalten, baugeschichtlich von Bedeutung | 08960780 |
| Direkt Bild zu diesem Denkmal hochladen | Wohnhaus | Herwigsdorfer Straße 34 (Karte)                | Um 1800                                                       | Obergeschoss Fachwerk, verschiefert, alter Baukörper und Dachstuhl, in Konstruktion und Aussehen weitgehend erhalten, baugeschichtlich von Bedeutung | 08960784 |
| Direkt Bild zu diesem Denkmal hochladen | Wohnhaus | Herwigsdorfer Straße 46 (Karte)                | Laut Auskunft 1822                                            | Obergeschoss Fachwerk, eines der wenigen Häuser der Siedlung im ursprünglichen regionaltypischen Aussehen, baugeschichtlich von Bedeutung | 08960783 |
| Direkt Bild zu diesem Denkmal hochladen | Wohnhaus (Umgebinde) | Jacobsdörfel 2 (Karte)                         | Ende 18. Jahrhundert                                          | Obergeschoss Fachwerk, verschiefert, regionaltypische Holzbauweise, Zeugnis des älteren Ortsbaubestandes, baugeschichtlich von Bedeutung | 08960771 |
|                                         | Wohnhaus | Kemnitzer Straße 2 (Karte)                     | 1. Hälfte 19. Jahrhundert                                     | Obergeschoss Fachwerk, einfaches Beispiel der Holzbauweise, baugeschichtlich von Bedeutung | 08960744 |
|                                         | Wohnstallhaus | Kemnitzer Straße 4 (Karte)                     | 18. Jahrhundert                                               | Obergeschoss Fachwerk, verbrettert und verputzt, weitgehend im ursprünglichen Aussehen erhalten, baugeschichtlich von Bedeutung | 08960743 |
|                                         | Wohnhaus eines Dreiseithofes | Kemnitzer Straße 10, 12 (Karte)                | 1. Hälfte 19. Jahrhundert                                     | In der Konstruktion ursprünglich erhalten, Strukturbestandteil der zentralen Ortsbebauung, baugeschichtlich von Bedeutung | 08960742 |
| Direkt Bild zu diesem Denkmal hochladen | Villenartiges Wohnhaus | Löbauer Straße 9 (Karte)                       | Obergeschoss bezeichnet mit 1891                              | Historistische Fassade mit Putzgliederung und Klinkern, baugeschichtlich von Bedeutung | 08960775 |
| Weitere Bilder                          | Wohnhaus (Umgebinde) | Löbauer Straße 43 (Karte)                      | Um 1850                                                       | Obergeschoss Fachwerk, im Giebel ornamental verschiefert, weitgehend im ursprünglichen Aussehen erhalten, baugeschichtlich von Bedeutung | 08960753 |
|                                         | Wohnhaus, mit Anbau | Löbauer Straße 44 (Karte)                      | 1. Hälfte 19. Jahrhundert                                     | Obergeschoss und Giebel Fachwerk, zweifarbig ornamental verschiefert mit Rautenmuster, baugeschichtlich von Bedeutung | 08960754 |
|                                         | Wohnhaus und Seitengebäude eines Hofes | Löbauer Straße 46 (Karte)                      | 1. Hälfte 19. Jahrhundert                                     | Wohnhaus mit Putzgliederung, baugeschichtlich und wirtschaftsgeschichtlich von Bedeutung | 08960751 |
| Direkt Bild zu diesem Denkmal hochladen | Wohnhaus | Löbauer Straße 47 (Karte)                      | Um 1850                                                       | Putzbau mit Fensterverdachungen und Gurtgesimsen, baugeschichtlich von Bedeutung | 08960752 |
|                                         | Wohnstallhaus mit integriertem Wirtschaftsteil | Löbauer Straße 48 (Karte)                      | 18. Jahrhundert                                               | Wahrscheinlich ehemaliger Gasthof, Obergeschoss Fachwerk, zum Teil ornamental verschiefert, baugeschichtlich und ortsbildprägend von Bedeutung | 08960748 |
| Direkt Bild zu diesem Denkmal hochladen | Wohnstallhaus und drei Seitengebäude eines Vierseithofes | Löbauer Straße 52, 54 (Karte)                  | Um 1850, Kern womöglich älter                                 | Nr. 54 ehemalige Gastwirtschaft, in Struktur und Aussehen weitgehend erhaltenen, baugeschichtlich und wirtschaftsgeschichtlich von Bedeutung | 08960746 |
| Direkt Bild zu diesem Denkmal hochladen | Forsthaus mit Seitengebäude | Löbauer Straße 57 (Karte)                      | Um 1840                                                       | Massiver Bau in exponierter Lage, flacher Mittelrisalit mit Resten von Schmuckformen, baugeschichtlich und ortsgeschichtlich von Bedeutung | 08960688 |
| Weitere Bilder                          | Kirche, Kirchhof mit Einfriedung und Kirchhofstor | Niedere Dorfstraße (Karte)                     | 1883–1884                                                     | Kirche, Kirchhof mit Einfriedung und Kirchhofstor, zwei Grabmale und Denkmal für die Gefallenen des Ersten Weltkrieges. Neogotische Kirche mit markantem Westturm, baugeschichtlich und ortsgeschichtlich von Bedeutung. | 08960745 |
| Weitere Bilder                          | Denkmal für die Gefallenen des Ersten Weltkrieges | Niedere Dorfstraße (Karte)                     | Nach 1918                                                     | Denkmal für die Gefallenen des Ersten Weltkrieges auf dem Kirchhof Strahwalde, ortsgeschichtlich von Bedeutung | 08960745 |
| Weitere Bilder                          | Grabmal der Familie C. A. Förster | Niedere Dorfstraße (Karte)                     | Nach 1925                                                     | Grabstätte der Familie des Textilfabrikanten Carl Adalbert Förster (1853–1925) auf dem Kirchhof Strahwalde, bau- und ortsgeschichtlich von Bedeutung. Beispiel für eine expressionistische Grabstätte. | 08960745 |
|                                         | Alte Kirchschule | Niedere Dorfstraße 3 (Karte)                   | Türgewände bezeichnet mit 1763                                | Massives Gebäude mit gedrungenem Baukörper, Bestandteil der zentralen Ortsstruktur, baugeschichtlich und ortsgeschichtlich von Bedeutung | 08960749 |
|                                         | Wohnhaus | Niedere Dorfstraße 4 (Karte)                   | 1. Hälfte 19. Jahrhundert                                     | Obergeschoss Fachwerk, in der Konstruktion erhalten, baugeschichtlich von Bedeutung | 08960757 |
|                                         | Schule mit Anbau | Niedere Dorfstraße 5 (Karte)                   | 1875                                                          | Massives Gebäude mit großen Sprossenfenstern, Anbau eingeschossig mit kleinem Graffito, baugeschichtlich und ortsgeschichtlich von Bedeutung | 08960750 |
|                                         | Doppelwohnhaus | Niedere Dorfstraße 6, 8 (Karte)                | 1. Hälfte 19. Jahrhundert                                     | Alter Baukörper und Dachstuhl, Relikt der älteren Ortsbebauung, baugeschichtlich von Bedeutung | 08960758 |
| Direkt Bild zu diesem Denkmal hochladen | Rundbogenbrücke | Niedere Dorfstraße 8 (bei) (Karte)             | Eingelassener Stein bezeichnet mit 1823                       | Feldstein aus der Zeit der Trassierung der Fernstraße, verkehrsgeschichtlich von Bedeutung | 08960755 |
|                                         | Wohnhaus | Niedere Dorfstraße 10 (Karte)                  | Um 1800                                                       | Obergeschoss Fachwerk, verschiefert, in der Konstruktion erhalten, weitgehend im ursprünglichen Aussehen bewahrtes Zeugnis regionaltypischer Holzbauweise, baugeschichtlich von Bedeutung | 08960759 |
| Weitere Bilder                          | Wohnhaus (Umgebinde) | Niedere Dorfstraße 12 (Karte)                  | Um 1800                                                       | Obergeschoss Fachwerk, im ursprünglichen Aussehen erhalten, baugeschichtlich von Bedeutung | 08960770 |
| Direkt Bild zu diesem Denkmal hochladen | Wohnhaus mit Seitengebäude und Einfriedung (Gasthaus „Zum Eichental“) | Niedere Dorfstraße 27 (Karte)                  | Türgewände bezeichnet mit 1802 (Wohnhaus); 1898 (Einfriedung) | Ehemaliges Gasthaus, breitgelagerter Putzbau, baugeschichtlich von Bedeutung | 08960765 |
| Direkt Bild zu diesem Denkmal hochladen | Wohnhaus | Niedere Dorfstraße 30 (Karte)                  | 18. Jahrhundert                                               | Obergeschoss Fachwerk, in Konstruktion und ursprünglichem Aussehen erhalten, baugeschichtlich von Bedeutung | 08960769 |
| Direkt Bild zu diesem Denkmal hochladen | Wohnhaus | Niedere Dorfstraße 34 (Karte)                  | Um 1800                                                       | Obergeschoss Fachwerk, in Konstruktion und Aussehen erhalten, baugeschichtlich von Bedeutung | 08960767 |
| Direkt Bild zu diesem Denkmal hochladen | Wohnhaus | Purzelgasse 5 (Karte)                          | Um 1800, womöglich noch etwas älter                           | Obergeschoss Fachwerk, verbrettert, in Konstruktion und Aussehen erhalten, baugeschichtlich von Bedeutung | 08960776 |
|                                         | Seitengebäude eines Anwesens | Purzelgasse 9 (Karte)                          | Um 1850                                                       | Fachwerkgebäude, als eines der wenigen Gebäude der Auenbebauung in der Holzkonstruktion und im originalen Aussehen erhalten, baugeschichtlich von Bedeutung | 08960778 |
|                                         | Wohnhaus (Umgebinde) | Purzelgasse 18 (Karte)                         | Um 1850                                                       | Obergeschoss Fachwerk, verschalt, baugeschichtlich von Bedeutung | 08960777 |
| Weitere Bilder                          | Rittergut Niederstrahwalde (Sachgesamtheit) | Schloßweg 4, 5, 11, 12, 13, 14, 17, 21 (Karte) | 18. Jahrhundert                                               | Sachgesamtheit Rittergut Niederstrahwalde mit folgenden Einzeldenkmalen: Schloss mit zwei Quadrigen als Reliefs (Nr. 11), nordöstliches Nebengebäude (Nr. 12), östliches Nebengebäude (Nr. 17), zwei südliche Nebengebäude (Nr. 21), das Gebäude im Hof, die nördlich des Hofes gelegenen Nebengebäude (Nr. 13 und Nr. 14) sowie Torpfosten (siehe Einzeldenkmale 08960768), das Inspektorenhaus (Nr. 4) (siehe Einzeldenkmal 08960773), das Herrenhaus mit vier Torpfosten mit Kugelbekrönung und zwei Scheunen im Winkel (Grafenscheune zum blauen Licht, ohne Nummer oder Nr. 5) (siehe Einzeldenkmale 08960774) sowie der Gutspark (Flurstück 467d, Gartendenkmal); baugeschichtlich, ortsgeschichtlich und landschaftsgestaltend von Bedeutung | 09303185 |
| Direkt Bild zu diesem Denkmal hochladen | Inspektorenhaus (Einzeldenkmal zu ID-Nr. 09303185) | Schloßweg 4 (Karte)                            | Um 1890                                                       | Einzeldenkmal der Sachgesamtheit Rittergut Niederstrahwalde; Putzbau mit zwei eingeschossigen Flügeln, Segmentfenstern und Zierklinkern, im Kontext zum Lindenhof stehend, baugeschichtlich und ortsgeschichtlich von Bedeutung | 08960773 |
| Direkt Bild zu diesem Denkmal hochladen | Herrenhaus mit angebautem Nebengebäude, vier Torpfosten mit Kugelbekrönung sowie zwei im Winkel stehende Scheunen (Einzeldenkmale zu ID-Nr. 09303185) | Schloßweg 5 (Karte)                            | Um 1850                                                       | Einzeldenkmale der Sachgesamtheit Rittergut Niederstrahwalde; Herrenhaus stattlicher Bau mit Resten ornamentaler Gliederung, Scheunen aus Feldstein, einst zum Ensemble des Lindenhofes gehörend, baugeschichtlich und ortsgeschichtlich von Bedeutung | 08960774 |
| Direkt Bild zu diesem Denkmal hochladen | Schloss mit zwei Quadrigen als Reliefs (Nr. 11), nordöstliches Nebengebäude (Nr. 12), östliches Nebengebäude (Nr. 17), zwei südliche Nebengebäude (Nr. 21), das Gebäude im Hof, die nördlich des Hofes gelegenen Nebengebäude (Nr. 13 und Nr. 14) sowie Torpfosten (Einzeldenkmale zu ID-Nr. 09303185) | Schloßweg 11, 12, 13, 14, 17, 21 (Karte)       | 18. Jahrhundert                                               | Einzeldenkmale der Sachgesamtheit Rittergut Niederstrahwalde; barocker Schlossbau mit späterem Säulenportikus, baugeschichtlich und ortsgeschichtlich von Bedeutung | 08960768 |
| Direkt Bild zu diesem Denkmal hochladen | Wohnhaus (Umgebinde) | Schloßweg 25 (Karte)                           | 1. Hälfte 19. Jahrhundert, womöglich etwas älter              | Obergeschoss Fachwerk, zum großen Teil verbrettert, weitgehend im ursprünglichen Aussehen erhalten, baugeschichtlich von Bedeutung | 08960766 |
| Weitere Bilder                          | Rittergut Oberstrahwalde (Sachgesamtheit) | Zur Buche 2, 4, 6, 7, 9, 11 (Karte)            | 16./17. Jahrhundert                                           | Sachgesamtheit Rittergut Oberstrahwalde mit folgenden Einzeldenkmalen: Reste eines Herrenhauses (Fundament mit Strebepfeilern auf den Resten einer Wasserburg), zehn Wirtschaftsgebäude und sämtli-che Trockenmauern (siehe Einzeldenkmale 08960741, gleiche Anschrift) sowie der alte Baumbe-stand (Gartendenkmal); baugeschichtlich und ortsgeschichtlich von Bedeutung | 09303331 |
| Weitere Bilder                          | Reste eines Herrenhauses (Fundament mit Strebepfeilern auf den Resten einer Wasserburg), zehn Wirtschaftsgebäude und sämtliche Trockenmauern (Einzeldenkmale zu ID-Nr. 09303331) | Zur Buche 2, 4, 6, 7, 9, 11 (Karte)            | 16./17. Jahrhundert                                           | Einzeldenkmale der Sachgesamtheit Rittergut Oberstrahwalde; baugeschichtlich und ortsgeschichtlich von Bedeutung | 08960741 |

## Streichungen von der Denkmalliste
| Bild                                    | Bezeichnung                 | Lage                      | Datierung | Beschreibung | ID       |
| --------------------------------------- | --------------------------- | ------------------------- | --------- | --- | -------- |
| Direkt Bild zu diesem Denkmal hochladen | Pfarrhaus und Seitengebäude | Löbauer Straße 50 (Karte) | Um 1850   | Putzbau mit Steingewänden, baugeschichtlich und ortsgeschichtlich von Bedeutung; nach 2014 von der Denkmalliste gestrichen | 08960747 |

## Tabellenlegende
- Bild: Bild des Kulturdenkmals, ggf. zusätzlich mit einem Link zu weiteren Fotos des Kulturdenkmals im Medienarchiv Wikimedia Commons. Wenn man auf das Kamerasymbol klickt, können Fotos zu Kulturdenkmalen aus dieser Liste hochgeladen werden:
- Bezeichnung: Denkmalgeschützte Objekte und ggf. Bauwerksname des Kulturdenkmals
- Lage: Straßenname und Hausnummer oder Flurstücknummer des Kulturdenkmals. Die Grundsortierung der Liste erfolgt nach dieser Adresse. Der Link (Karte) führt zu verschiedenen Kartendiensten mit der Position des Kulturdenkmals. Fehlt dieser Link, wurden die Koordinaten noch nicht eingetragen. Sind diese bekannt, können sie über ein Tool mit einer Kartenansicht einfach nachgetragen werden. In dieser Kartenansicht sind Kulturdenkmale ohne Koordinaten mit einem roten bzw. orangen Marker dargestellt und können durch Verschieben auf die richtige Position in der Karte mit Koordinaten versehen werden. Kulturdenkmale ohne Bild sind an einem blauen bzw. roten Marker erkennbar.
- Datierung: Baubeginn, Fertigstellung, Datum der Erstnennung oder grobe zeitliche Einordnung entsprechend des Eintrags in der sächsischen Denkmaldatenbank
- Beschreibung: Kurzcharakteristik des Kulturdenkmals entsprechend des Eintrags in der sächsischen Denkmaldatenbank, ggf. ergänzt durch die dort nur selten veröffentlichten Erfassungstexte oder zusätzliche Informationen
- ID: Vom Landesamt für Denkmalpflege Sachsen vergebene, das Kulturdenkmal eindeutig identifizierende Objekt-Nummer. Der Link führt zum PDF-Denkmaldokument des Landesamtes für Denkmalpflege Sachsen. Bei ehemaligen Kulturdenkmalen können die Objektnummern unbekannt sein und deshalb fehlen bzw. die Links von aus der Datenbank entfernten Objektnummern ins Leere führen. Ein ggf. vorhandenes Icon  führt zu den Angaben des Kulturdenkmals bei Wikidata.